# Porphyrio kukwiedei
Il pollo sultano della Nuova Caledonia (Porphyrio kukwiedei) è una specie estinta di pollo sultano. Potrebbe essere sopravvissuto fino a tempi storici. Questa specie viene spesso indicata con il nome nativo n'dino.